# 源赖朝
源賴朝（日语：〔〕／ Minamoto no Yoritomo，1147年5月9日—1199年2月9日），鎌倉幕府首任征夷大將軍及初代鎌倉殿，也是日本幕府制度的建立者。源賴朝是平安時代末期河內源氏棟樑・源义朝的第三子，同時為嫡長子。通稱為三郎、佐殿、武衛、鎌倉殿、源二位、右大將軍（右大將）、右幕下。著名的武將源義經是源賴朝的同父異母弟。

## 生平

### 早年
久安3年（1147）4月8日出生於尾張國熱田（今愛知縣名古屋市熱田區）的熱田神宮，其父是源義朝，母親是熱田神宮大宮司藤原季範的女兒由良御前。比企尼、寒河尼、山内尼為源賴朝的乳母。
保元3年(1158)2月，源賴朝成為統子內親王的皇后宮權少進。
平治元年(1159)正月，源賴朝兼任右近將監。2月，隨著統子內親王獲封院號，補任上西門院藏人。3月，由於母親去世，源賴朝因服喪暫時離職。6月，成為二條天皇的六位蔵人。

### 平治之亂
平治元年(1159)12月9日，源義朝與藤原信頼率領軍隊襲擊後白河院的居所三条殿。源賴朝於此戰中舉行成人禮，實現了初戰告捷，晉升為從五位下右兵衛權佐。後源义朝不敵平清盛，帶著兒子們與少數郎黨向東國逃亡。源賴朝於近江與源義朝一行人走散，其後獨自往東國進發。然而，在尾張國被平賴盛的家臣抓補，帶往六波羅。出於平清盛的繼母(平賴盛的親生母親)池禅尼的請求，源賴朝並未被處以死刑，而是被流放至伊豆國。
永曆元年(1160)3月11日，源賴朝出京前往伊豆，隨行人員有源賴朝的叔父園城寺僧人祐範的郎從與因幡國的豪族高庭資經的親族。

### 伊豆流人
源賴朝流人時期的事蹟大多都見於曾我物語、源平盛衰記等軍記物語。
源賴朝原先由伊豆豪族伊東祐親看守，相傳源賴朝趁伊東祐親上京之際，與其三女・八重姬交往，育有一子(千鶴丸)；伊東祐親聞此，將千鶴丸殺害，並令八重姬改嫁。安元元年(1175)9月，伊東祐親更企圖謀殺源賴朝，祐親次男・伊東祐清將此事通報予源賴朝，源賴朝因此逃往北條時政處，尋求其庇護，而後，源賴朝改由北條時政看守，據傳源賴朝生活於蛭小島。根據後世記載，源賴朝於北條時政進京之際與其長女・北條政子交往，兩人約莫於治承元年(1177)年結婚，不久後生下一名女兒(大姫)。
源賴朝在服刑期間的行動自由相對沒有受到限制，經常前往箱根權現與走湯權現參拜，甚至到過房總半島及三浦半島。源賴朝於伊豆生活期間受到乳母比企尼的大力支援，不管是經濟上(贈與米糧)，亦或是人力方面(比企尼與安達盛長等關東武士結為姻親，使其支持源賴朝)；加藤氏、佐佐木氏等成為浪人的河內源氏家臣也於此時期間侍奉於源賴朝側，源賴朝也透過為下級公家三善康信(源賴朝某一乳母的外甥)獲知京都的情報。

### 舉兵
治承3年(1179)11月，治承三年政變，平清盛通過武力控制京都，幽禁後白河院，停止院政。
治承4年(1180)4月，後白河院的皇子以仁王發布追討平家的令旨。源賴朝叔父源行家將令旨送至源賴朝處，源賴朝接受令旨時，換上了水干，向著石清水八幡宮遙拜；不過，源賴朝並沒有馬上響應舉兵。5月，受平家追討，源賴政於宇治被殺害，以仁王在逃亡南都的途中喪命(以仁王舉兵)。
源賴政原先為伊豆國知行國主，以仁王之亂後，成為平清盛妻舅平時忠的知行國。治承4年(1180)6月初，平家家臣大庭景親從京都出發前往東國，追捕源賴政殘黨。6月19日，三善康信傳來情報，稱源賴朝境地尤為危險，勸他逃往陸奧國；然，源賴朝並沒有聽從勸告，執意舉兵。24日，源賴朝將派遣安達盛長至相模國，催促當地武士參戰。但是，乳母子山内首藤經俊，以及兄長源朝長的母家親戚波多野義常都拒絕支援源賴朝。《吾妻鏡》治承4年(1180)8月6日條記載，源賴朝分別對工藤茂光、土肥實平、岡崎義實、宇佐美祐茂、天野遠景、佐佐木盛綱以及加藤景廉表示“我只能依靠諸位”。
治承4年(1180)8月17日，源賴朝在伊豆起兵，討伐目代平兼隆。後，源賴朝在伊豆國蒲屋御厨發布下文，稱奉行以仁王之命，剝奪平兼隆同黨中原知親的管理權。源賴朝為了與相模國三浦半島三浦一族會合而向東行進，並將妻子北條政子託付給伊豆山權現。然，在相模國敗於大庭景親、伊東祐親等平家方武士(石橋山合戰)。源賴朝在土肥實平的幫助下，從真鶴岬渡海逃往安房國；三浦一族也因與秩父氏合戰的失利(衣笠城合戰)，前去安房國與源賴朝會合。
治承4年(1180)9月，源賴朝分別派遣安達盛長與和田義盛作為使者，拉攏千葉常胤、上總廣常等地方豪族，整合房總半島反平家勢力，再次舉兵。後，曾經站在平家方的武藏武士，畠山氏、河越氏、江戸氏等秩父一族也加入源賴朝的陣營。而平家在獲知源賴朝舉兵的消息後，朝廷於9月5日發布追討源賴朝的宣旨。
《吾妻鏡》治承4年(1180)10月6日條記載，源賴朝命畠山重忠為先陣，將禦後的任務交給千葉常胤，大隊人馬進入相模國，源賴朝將與河內源氏因緣匪淺的鎌倉作為根據地向外擴張勢力。後，波多野義常遭到源賴朝討伐而自裁，大庭景親逃亡，伊東祐親也被捕，南關東敵對勢力相繼滅亡。10月20日，源賴朝與甲斐源氏聯合，在駿河國擊退平維盛率領的平家追討軍(富士川之戰)。合戰結束，因千葉常胤、上總廣常、三浦義澄等人認為關東尚未平定，以常陸國佐竹氏為首的許多敵對勢力尚存在，反對追擊平家，因此源賴朝放棄上京；爾後，源賴朝分別任命甲斐源氏的武田信義及安田義定為駿河國與遠江國守護。源賴朝在黄瀬川逗留期間，先前受奧羽地區霸主藤原秀衡庇護的同父異母之弟源義經，從平泉南下加入其陣營；而在10月1日，源義經同母兄醍醐寺僧人阿野全成已來到源賴朝麾下。《吾妻鏡》治承4年(1180)10月23日條記載，返回鐮倉途中，源賴朝在相模國國府對手下家臣進行了第一次論功行賞，奠定本領安堵及新恩給與政策，建立以土地為媒介的主從關係。
治承4年(1180)10月27日，追討佐竹秀義，佐竹秀義逃往陸奧國(金砂城之戰)。後，源賴朝在常陸國國府與叔父志田義廣、源行家會面。《吾妻鏡》治承4年(1180)11月17日條記載，源賴朝任命和田義盛為侍所別當。
治承4年(1180)12月12日，鐮倉舉行源賴朝新宅(大倉御所)遷居的儀式；儀式中311名御家人分坐侍所厅堂兩廂，和田義盛作為侍所別當進行點名。

### 與源義仲的對立
治承5年(1181)閏2月4日，平清盛去世。《玉葉》養和元年(1181)8月1日條記載，平清盛去世前，命令平家子孫就算只剩一人也要持續與源賴朝對抗。
治承5年(1181)6月，堂弟・源義仲在信濃北部擊敗平家方越後國豪族・城長茂(横田河原合戦)，藤原秀衡也趁機侵入會津。7月，源賴朝向後白河院上奏，表示自己僅是為了追討朝敵而舉兵，無意與朝廷為敵，並表示自己可以跟平家東西並立，雙方共同平定叛亂；後白河院將源賴朝的和平提案轉交予平宗盛，平宗盛拒絕接受。8月15日，基於平宗盛推舉，藤原秀衡被任命為陸奧守，城長茂被任命為越後守。
養和2年(1182)4月5日，源賴朝在江之島的辯才天召見神護寺的文覺，欲咒殺藤原秀衡。辯才天的儀式中，集合了足利義兼、北條時政等御家人，卻不見源義經的蹤影。
壽永元年(1182)7月，源義仲將以仁王的遺孤・北陸宮置於其保護之下，源行家也轉而與源義仲合作。8月12日，源賴朝長子・源賴家出生。
壽永2年(1183)2月，叔父・志田義廣向鐮倉發起進攻，在下野國被小山朝政、長沼宗政擊敗(野木宮合戦)，之後志田義廣便與源義仲結盟。5月，平家在越中國敗於源義仲(俱利伽羅峠之戰)。6月，平家在加賀國再敗於源義仲(篠原合戰)。源義仲為了不與源賴朝起衝突，將嫡子{・{tsl|ja|源義高 (清水冠者)|源義高}}作為人質送至鐮倉。
壽永2年(1183)7月25日，平家帶著安德天皇與三神器離開京都，前往大宰府，後白河院則趁機逃離平家的掌控。7月28日，源義仲入京，並從後白河院取得追討平家的命令。7月30日，朝廷商議對源氏諸人的賞賜，功勛第一是源賴朝，源義仲是第二，第三則是源行家，然而出於源義仲反對，源賴朝沒有得到恩賜，平治之亂後謀反者的身分亦沒有被平反。9月20日，源義仲出京追討西國的平家。閏10月1日，源義仲在備中國敗於平家(水島之戰)。
壽永2年(1183)至次年元曆元年間，源義仲進京後，平賴盛與源賴朝同母妹婿・一條能保前往鐮倉，尋求源賴朝庇護。
源義仲不在京都的期間，源賴朝上奏，寫道，一，請求將平家佔領的寺設的領地返還原所有人；二，請求將平家佔領的公家的領地返還原所有人；三，寬恕投降的平家方武士。源賴朝還表達了對源義仲怠於討伐平家且讓京都陷入大亂後卻依然獲得賞賜的不滿，亦表示其無法馬上上京係因奧州的藤原秀衡和及常陸的佐竹隆義於鎌倉後方的危脅，以及京都無法負擔大軍所帶來的糧草消耗。
壽永2年(1183)10月9日，源賴朝恢復從五位下的官位。後，朝廷宣旨，東海道與東山道的莊園和公領應交納之年貢和官物，將由源賴朝統一徵收，再運往京都，違反者將由源賴朝進行處分。朝廷賦予源賴朝東海道與東山道的軍事警察權、治安管理權，以及國衙與在庁的命令權(壽永二年十月宣旨)。原先北陸道也在宣旨範圍內，但因源義仲反對而被刪除。
壽永2年(1183)閏10月與11月之間，源義經以源賴朝代官的身分，僅以小規模的部隊，於伊勢、近江活動。11月19日，源義仲襲擊法住寺殿(法住寺合戰)，幽禁後白河院。12月10日，源義仲利用後白河院發布追討源賴朝的命令。12月15日，源義仲利用後白河院命令藤原秀衡討伐源賴朝。壽永3年(1184)正月1日，源義仲就任征東大将軍。
壽永2年(1183)12月，上總廣常在鐮倉的御所被侍所所司・梶原景時殺害。後，源範賴率軍離開鐮倉，向著京都前進，並與源義經的先遣隊會合。
壽永3年(1184)正月20日，鎌倉軍擊敗義仲軍(宇治川之戰)，進入京都。源義仲欲綁架後白河院前往北陸，沒有成功。源義仲在逃亡途中，於近江國粟津(滋賀縣大津市)被追討軍殺害，享年31歲。

### 平定畿內
平家逃離京都後，以瀨戶內海中心，恢復實力。壽永3年(1184)正月8日，平家的先遣隊已到達攝津福原。正月26日，平家帶著安德天皇進入福原。後，朝廷就如何應對平家進行討論，是要進行追討，還是與之談判。被視為源賴朝代官的土肥實平、中原親能等人贊同和平交涉的提案。但是，在院近臣的強硬態度下，最後決定追討平家。《吾妻鏡》壽永3年(1184)2月5日條記載，追討軍兵分兩路，正面的戰鬥由源範賴擔任大將，平家後方的進攻則由源義經負責指揮。
壽永3年(1184)2月7日，想要再次進京的平家於被擊退，一門內多人戰死，其軍事核心平重衡被抓捕，平家只得敗走讚岐國屋島(一之谷之戰)。不過，平家接受田口成良等西國武士的支援，保存著瀨戶內海的制海權。戰後，源賴朝命源義經護衛京都，播磨國、美作國由梶原景時守衛，備前國、備中國、備後國則由土肥時平負責。3月18日，作為追討源義仲的賞賜，源賴朝升官至正四位下，並賜予源賴朝500余處平家没官領。4月，源賴朝誅殺源義高。
元曆元年(1184)6月5日的小除目上，如源賴朝先前向朝廷所申請，平賴盛官復原職，一條能保被任命為讃岐守，源範賴被任命為三河守，源賴政之子源廣綱被任命為駿河守，河內源氏義光流・平賀義信被任命為武藏守。《吾妻鏡》元曆元年(1184)6月16日條記載，源賴朝因甲斐源氏・一條忠賴居功自傲，且有亂世之志，而將其誅殺。7月3日，源賴朝向後白河院上奏請求讓源義經出征追討平家。
元曆元年(1184)7月，平田家繼殺害伊賀國惣追捕使(守護)・大内惟義的郎從，平信兼佔據鈴鹿山，伊藤忠清等平家殘黨席捲伊賀及伊勢，甚至襲擊近江。後，平家家臣與官軍(鐮倉軍)於近江國大原莊發生合戰，平田家繼戰死，伊藤忠清逃亡，然而官軍也有以佐佐木秀義為首的數百人戰死(三日平氏之亂)。《吾妻鏡》元曆元年(1184)8月17日條記載，後白河院任命源義經為左衛門少尉及檢非違使。
源義經為了抓捕畿內近國的平家殘黨，推遲出兵。與之相對，源範賴率領東國武士離開鐮倉，向西國進軍。

### 平家追討

#### 源範賴西進
源範賴進京後，於8月29日接收追討平家的官符，9月1日從京都開拔，率領東國武士沿著山陽道往平知盛的據點長門國・彦島進軍。當時平家家臣於山陽道發起反攻，土肥實平與梶員景時陷入苦戰。另一方面，源義經於8月26日接收追討平家的官符，欲率領畿內近國的武士攻打讃岐国屋島，但是因伊藤忠清等敵對勢力尚未被抓捕，源義經出征再度推遲。源範賴出京後一個多月，鎮壓平家重要據點安藝國。11月，源範賴率軍抵達長門國。由於山陽道平家方的勢力相繼消滅，瀨戶內海對岸伊予河野氏等反平家勢力的壓力大大減小。
《吾妻鏡》元曆元年(1184)9月14日條記載，河越重頼為了完成女兒與源義經的婚事，帶領一族前往京都。《吾妻鏡》表示此為源賴朝指定的婚事。
《吾妻鏡》壽永3年(1184)，任職於中宮的三善康信、擔任外記的大江廣元、主計允・二階堂行政等許多京都的官吏於此期間前往鐮倉，投奔源賴朝。元曆元年(1184)10月16日，鐮倉為新建的公文所舉行吉書始，大江廣元擔任公文所別當。10月20日，開設問注所，三善康信就任執事。鎌倉設立起文書相關作業的公文所以及訴訟工作的問注所此二文治的政務機關。
抵達長門國的源範賴軍因缺乏船隻，無法攻克彥島，只能在長門駐紮。長門國長期為平家的知行國，當地勢力激烈反抗東國武士，使其難以補充軍糧。元曆元年(1184)11月14日，源範賴向源賴朝寄送軍報，於次年元曆2年(1185)正月6日才抵達鐮倉。收到軍報當日源賴朝立即回信，首先命令源範賴不要與當地居民起衝突，平穩進軍九州；其次，要求源範賴平安接回安德天皇及二位尼平時子。後，源賴朝命令源範賴與九州勢力聯合，包圍四國，通過交涉迫使平家投降；如果難以渡海前往九州，就轉而攻打屋島，不許撤回京都。《吾妻鏡》元曆2年(1185)3月14日條記載，源賴朝又指示源範賴奪回三神器。
《吾妻鏡》元曆2年(1185)正月12日條記載，源範賴軍因缺乏船隻及軍糧，東國武士們士氣低落，侍所別當和田義盛也表示出想要回鐮倉的想法。後，源範賴接受豐後國豪族臼杵惟隆、緒方惟榮的支援，成功渡海。2月1日，源範賴軍於筑前國討伐大宰少貳・原田種直(葦屋浦之戰)。

#### 源義經進軍
《吉記》元曆2年(1185)正月8日條記載，源義經通過院近臣高階泰經向後白河院請求出兵四國。正月10日，源義經帶兵出京，於攝津國渡邊津停留至2月26日，組織起渡邊黨等畿內近國武士。於此期間，後白河院派遣高階泰經制止源義經出兵，但源義經不予理會，於2月26日出發攻打屋島。源義經停留在攝津國時，源賴朝另派遣御家人接手源義經於京都的任務。
源義經率軍抵達阿波國，當地的在庁官人為其帶路。平家只考慮到從海面上來的攻擊，源義經從屋島背後襲擊平家使其措手不及。為了保障天皇及女官的安全，平家從海面逃走(屋島之戰)。此外，因為受到源義經及河野通信包夾的威脅，平家四國的重要家臣田口教能向源義經投降。
平家帶著安德天皇，通過鹽飽諸島、嚴島，逃到最後根據地-長門彥島。元曆2年(1185)3月24日，於長門國赤間關爆發壇之浦之戰。平家於戰前已關閉談判窗口，平家一門多人殉死，二位尼平時子帶著安德天皇跳海身亡，三神器中的寶劍也因此丟失。源賴朝於4月11日收到源義經傳來平家滅亡的報告，當時正好是勝長壽院的立柱儀式。據《吾妻鏡》記載，接到消息後，源賴朝面向鶴岡八幡宮正坐，不發一語。

#### 戰後
元曆2年(1185)4月12日，源賴朝令源範賴駐紮九州，處理原田氏、菊池氏等平家家臣土地；令源義經帶領俘虜回京。
東國武士在九州任意侵占領地，控訴源範賴的聲音越來越多，後白河院要求源賴朝召回源範賴，源賴朝以設置沒官領為由拒絕院的要求；東國武士侵占寺社領地後，後白河院再一次要求源賴朝召回源範賴，源賴朝命令源範賴回京。
元曆2年(1185)4月26日，源義經帶著建禮門院、平宗盛、平時忠等俘虜回京。4月27日，源賴朝官至從二位，為列公卿；源義經就任後白河院厩別当，相當於後白河院的親衛隊隊長，而後，娶平時忠之女・蕨姫為妻。

### 源義經起兵與公武交涉
元曆2年(1185)4月21日，梶原景時向源賴朝控訴源義經，批判源義經獨佔戰功，且無視源賴朝的意願，獨斷專行。4月29日，源賴朝禁止東國御家人再聽從源義經的指揮。5月5日，源賴朝責備源義經於戰後不聽從自己指示，且擅自處罰東國武士；後，源義經發誓自己沒有異心，向源賴朝送出起請文。5月7日，源義經帶著平宗盛等俘虜前往鐮倉。《吾妻鏡》記載源賴朝禁止源義經進入鎌倉，源義經停留在鎌倉郊外的腰越，並委託大江廣元向源賴朝送去腰越狀；然《愚管抄》及延慶本平家物語皆有源賴朝與源義經於鎌倉會面的描寫。6月9日，源義經回京。回到京都，源義經聲稱「為恨關東者當屬義經」，對此源賴朝大怒，沒收先前賜予源義經的20余處平家没官領。
文治元年(1185)8月16日的小除目上，出於源賴朝的推舉，河內源氏義光流・大内惟義被任命為相模守，河内源氏義國流・足利義兼被任命為上總介，甲斐源氏加賀美遠光和安田義資則分別被任命為信濃守和越後守，源義經被任命為伊予守，然源義經繼續擔任檢非違使；後，源賴朝在伊予國的国衙領設置地頭，插手源義經國務。
文治元年(1185)10月，鐮倉將為源義朝舉行祈求冥福的法事，集合許多御家人。10月13日，源義經與源行家向後白河院表示起兵反抗源賴朝的想法。10月17日，源義經受到土佐坊昌俊的襲擊。10月18日，源義經與源行家取得追討源賴朝的宣旨。10月22日，源賴朝得知追討一事；當日，小山朝政、結城朝光等58位御家人從鎌倉出發上京；同時，源賴朝命令尾張及美濃的武士鞏固墨俣防線。10月29日，源賴朝帶兵上京，於黃瀨川布陣。11月3日，因畿內近國武士不接受動員，源義經等人離開京都。源義經擊敗攝津國武士(河尻之戰)，並躲過源範賴家臣的追擊，從大物浦出海，但是遭遇暴風雨，無法前往九州。
文治元年(1185)11月8日，源賴朝向朝廷派遣使者，表達自己的憤怒。11月11日，朝廷下達追討源義經及源行家的宣旨。11月13日，大批東國武士進京。11月24日，北條時政作為源賴朝的代官上京，被視為初代京都守護。藉著源義經的起兵，源賴朝首次介入朝廷事務。
《吾妻鏡》11月12日條記載，在大江廣元的進言下，源賴朝向朝廷提出在諸國國衙和莊園分別設置“守護、地頭”(文治勅許)；《玉葉》11月28日條記載，以北條時政為首的御家人想要在諸國的莊園和公領以每段五升為標準徵收兵糧米，以及國內田地的支配權(國地頭)。文治2年(1186)2月，源賴朝上書朝廷放棄在諸國徵收兵糧米。文治2年(1186)3月，源賴朝召回北條時政，改由一條能保擔任京都守護。
廟堂改革方面，源賴朝提出讓右大臣九條兼實、內大臣德大寺實定、權中納言吉田經房等十名大臣擔任議奏公卿，裁奪朝務實行。高階泰經等院近臣及其他官吏遭到懲處。文治2年(1186)3月12日，九條兼實在源賴朝的支持下就任攝政，作為折中，攝關家領大半土地給予近衛基通。

### 奧州合戰
無法前往九州，源義經在畿內近國活動，受到寺社的保護；源行家則躲藏於和泉。
文治2年(1186)5月15日，源行家在和泉國被御家人殺害；6月16日，源義經女婿源有綱與御家人於大和國發生合戰，敗北後自殺。源義經的同伴陸續被追討。
源賴朝對於寺社保護源義經，不與鐮倉合作之態度非常憤怒。閏7月16日，朝廷決定懲處延曆寺的座主，土肥實平等東國武士更主張直接在坂本的山域進行搜索。9月22日，御家人率軍前往興福寺抓捕源義經，興福寺法會被迫中止。
《吾妻鏡》文治3年(1187)2月10日條記載，源義經往陸奧國逃亡，接受奧州藤原氏保護。
源賴朝一直把奧州藤原氏當作假想敵，決定對平泉施加壓力。《吾妻鏡》文治2年(1186)4月24日條記載，源賴朝向後白河院提出請求，平泉進貢給朝廷之馬匹、砂金等物品將由鐮倉作為中繼站；源賴朝自稱“東海道總官”，藤原秀衡為“奥六郡之主”。《玉葉》文治3年(1187)9月29日條記載，源賴朝向朝廷提出請求，藤原秀衡囚禁之流人中原基兼返回京都；並且以東大寺再建為由向藤原秀衡索取貢金三萬兩。
文治3年(1187)10月29日，藤原秀衡去世。藤原秀衡去世前，讓長子藤原國衡娶嫡子藤原泰衡的母親為妻，並命令後代尊源義經為大將軍。
《玉葉》文治4年(1188)2月8日條記載，源義經在出羽國與他人發生武裝衝突。文治4年(1188)2月21日，朝廷頒布宣旨及院庁下文，命令藤原泰衡追討源義經。10月12日，朝廷再次宣旨命令藤原泰衡追討源義經。11月，朝廷再次頒布院庁下文，命令藤原泰衡追討源義經。與此相對，原先與源賴朝敵對的越後國豪族城長茂於9月14日加入源賴朝陣營。文治4年(1188)期間，為剿滅九州地區平家與源義經的殘黨，時任鎮西奉行・天野遠景征伐貴海島
文治5年(1189)2月22日，源賴朝向朝廷表達出兵平泉的想法；後白河院以東大寺再建等事為理由延後發布追討宣旨。2月26日，藤源泰衡請求引渡源義經至鐮倉；藤源泰衡於2月15日及6月26日分別殺害兄弟藤原頼衡及藤原忠衡。閏4月30日，藤原泰衡襲擊源義經，後，源義經和妻兒自殺(衣川之戰)。
由於源義經已被追討，朝廷制止源賴朝進一步的軍事行動，九條兼實發布制止出兵奧州的御教書；但源賴朝無視朝廷，仍進行全國性軍事準備，遠至薩摩國島津莊的莊官亦被予以動員。文治5年(1189)6月27日，源賴朝起草千名武士的交名。6月30日，源賴朝向大庭景義詢問出兵一事，大庭景義表示，軍中聽將軍之令，不奉天子之詔；且奧州藤原氏本為河內源氏家臣，家主隨時可對家臣進行懲處。
《吾妻鏡》文治5年(1189)7月16日條記載，源賴朝要求朝廷下旨追討奧州，然，朝廷以追討為天下大事為由，延後追討；對此，源賴朝大怒，執意出兵。7月17日，源賴朝令軍隊兵分三路，中路以源賴朝作為總大將，以畠山重忠為先鋒，從鎌倉街道中路出發，穿越下野向陸奧進軍；東海道由千葉常胤和八田知家領軍，穿越常陸和下總，渡過阿武隈川後與中路軍合流；北陸道由比企能員和宇佐美實政領軍，經過上野、越後，往出羽念珠關進軍。7月19日，中路軍從鐮倉出發。平泉方面，藤原國衡作為總大將於現今福島縣伊達郡國見町駐軍，並挖掘壕溝及建造土壘(阿津賀志山防壘)；藤原泰衡則駐軍陸奧國首府多賀城。
文治5年(1189)8月8日，賴朝軍與國衡軍展開合戰(阿津賀志山之戦)。8月10日，國衡軍敗北，藤原國衡往出羽方向逃亡，戰死；藤原泰衡往平泉逃亡。8月12日，源賴朝到達多賀城，並與東海道軍會合。8月13日，北陸道軍擊敗奧州藤原氏家臣田川行文及秋田致文。8月21日，源賴朝抵達平泉，藤原泰衡在此之前已燒毀宅邸，向北逃亡。8月26日，藤原泰衡送出投降文書，源賴朝不予理會。9月2日，源賴朝向北進軍。藤原泰衡在逃往夷狄島（北海道）的途中，於比内郡贄柵遭家臣河田次郎殺害。9月4日，源賴朝在陸奧國陣岡(今岩手縣紫波郡紫波町)與北陸道軍會合。9月6日，源賴朝確認藤原泰衡的首級。10月24日，返回鐮倉。
朝廷方面，院庁於文治5年(1189)7月19日下達同意追討的院宣，並於9月9日到達源賴朝處。11月3日，關於俘虜處置及追討賞賜的院宣抵達鐮倉，源賴朝推辭賞賜。12月，源賴朝再度推決賞賜。

### 上京與征夷大將軍
文治5年(1189)年末，源賴朝已有上京的想法，但是奧州藤原氏家臣大河兼任於奧羽地區進行反亂(大河兼任之亂)，源賴朝只得推遲上京的日程。
源賴朝於上京前，已對朝廷施出善意。文治4年(1188)，源賴朝自請負責修建後白河院的御所，後續也為其他皇居的建設提供經濟協助。文治5年(1189)開始，逐漸廢止東海道的地頭。《吾妻鏡》文治5年(1189)12月25日條記載，源賴朝將相模國及伊豆國以外的知行國交還朝廷(關東御分國)。
建久元年(1190)10月3日，源賴朝從鐮倉出發上京。10月25日，於尾張國野間為父親源義朝掃墓。10月27日，參拜熱田神宮。10月29日，在美濃國青墓宿賞賜於平治之亂時助其藏身之人。11月7日，源賴朝率領千騎武士進京，畠山重忠為先陣；位於隊伍中央的源賴朝身著紺青色與丹色水甘，腿戴鹿皮綁腿，騎著黑馬；千葉常胤殿後。11月9日，源賴朝於與後白河院會面，兩人進行長時間的密談，兩人後續還進行了八次面談。11月9日及12月1日，九條兼實與源賴朝進行會面。源賴朝在京都停留1個月有餘，除了與朝廷要員會面，還參拜石清水八幡宮與東大寺。
建久元年(1190)11月9日，就任權大納言。11月24日，就任右近衛大將。12月3日，兩官辭任。12月末，返回鎌倉。
建久2年(1191)正月15日，發布前右大將家政所吉書始。3月22日，朝廷頒布新制，承認源賴朝對諸國的軍事和治安管理權；爾後，西國諸國開始實行御家人聯名報告制。《吾妻鏡》建久3年(1192)6月20日條記載，源賴朝命令美濃國御家人聽從守護大內惟義的指示，履行大番役；以大犯三條「督促大番役、謀反者及殺人者的檢斷」為基本職務的鎌倉時代守護登上歷史舞台。
建久2年(1191)3月，延曆寺與近江守護・佐佐木定綱因千僧供養的費用問題產生糾紛；而後，延曆寺襲擊佐佐木氏的住所，定綱之子定重將之擊退，但不幸破壞神鏡。4月26日，延曆寺進行強訴，要求流放佐佐木一族，惡僧扛著神輿進入皇居；抵抗強訴失敗，朝廷將佐佐木定綱流放至薩摩，佐佐木定重更被斬首(建久二年強訴)。建久四年(1193)3月，適逢後白河院一周年忌日，佐佐木定綱獲得赦免，而後重新補任近江守護。
建久3年（1192）3月14日，後白河院駕崩。7月，源賴朝向朝廷表示欲被任命為“大將軍”；朝廷提出惣官、征东大将军、征夷大將軍、上將軍四個方案，朝廷考察了历史，发现平宗盛所任的“惣官”和源义仲所任的“征东大将军”等职务历史上有凶例，而“上将军”也被认为在日本没有先例，只有坂上田村麻吕所任的征夷大将军是吉例，因此决定册封源赖朝为征夷大将军（然據尊卑分脈記載，源賴朝於建久5年（1194）辭任征夷大將軍）。在源赖朝之前，征夷大將軍这职位只是从三位的临时性东方军事司令官，但因为源赖朝的已经官至正二位，位列公卿，所以此时他的地位相当于左大臣（原本作为律令制常设的最高官位），加上自己掌握军事政权，因此创立了到幕末为止持续近700年的幕府时代。8月5日，開設將軍家政所。8月9日，次子源實朝出生。

### 晚年
建久4年（1193）4、5月，源賴朝在下野國那須野、信濃國三原野、駿河國富士野等地舉行巻狩，富士野卷狩由駿河國守護北條時政負責準備。3月，源賴朝先在武藏國入間野進行追鳥狩。4月，行獵於下野國那須野。5月15日，源賴朝抵達富士野。5月16日，嫡子源賴家成功射中一隻鹿，當晚舉行山神祭祀和矢口祭祀，由北條義時獻上儀式用的糯米(富士野巻狩)。5月28日夜晚，曾我祐成與北條時政烏帽子子・曾我時致闖入源賴朝等人營地，殺害工藤祐經。曾我祐成後被仁田忠常斬殺；曾我時致攻入源賴朝住所，被大友能直抓捕，源賴朝審問後將其處刑(曾我兄弟復仇事件)。
建久4年（1193)8月2日，源範賴被懷疑有謀反之心，因此向源賴朝發送起請文；8月10日，源範賴的家臣被發現躲在源賴朝住所的地板下；8月17日，源賴朝決定流放源範賴至伊豆；8月24日，幕府宿老大庭景義與岡崎義實出家。11月28日，因女房艷書之事，源賴朝誅殺甲斐源氏・安田義資；建久5年（1194）8月，因懷疑有謀反之心，源賴朝誅殺甲斐源氏・安田義定。
建久6年（1195）2月，源賴朝攜妻子北條政子、長女大姫和嫡子源賴家上京。3月12日，陪同後鳥羽天皇參與東大寺重建供養儀式。東大寺供養結束後，除了與九條兼實、吉田經房等公卿談論政事外，源賴朝大多在為大姬入宮進行相關準備。首先，源賴朝拜訪宣陽門院。3月29日，源賴朝於其六波羅的宅邸宴請丹後局，並讓政子及大姬與之會面。4月17日，源賴朝再次邀請丹後局至其宅邸。5月，搭乘丹後局的船隻參拜四天王寺。6月3日，源賴家與後鳥羽天皇會面。6月25日，源賴朝離開京都。7月8日，返回鎌倉。
建久7年（1196）11月，九條兼實的關白之職遭罷免，女兒中宮任子被趕出宮，弟弟天台座主慈圓被解任(建久七年政變)。源賴朝默認政變的發生，據《三長記》記載，有流言稱凡是造訪九條家的人都會受到源賴朝懲處。
建久8年（1197）4月，源賴朝命九州各國製作大田文。7月14日，大姫去世；後，源賴朝籌畫二女兒三幡入宮。10月，一條能保去世。12月15日，源賴家升至從五位上。
建久9年（1198）正月，後鳥羽天皇讓位予為仁親王，是為土御門天皇；源賴朝原先對讓位一事抱持反對態度，但後鳥羽天皇送去綸旨，也派遣使者趕赴鎌倉說明情形，最終透過占卜的方式選定為仁親王為下任天皇，源賴朝只得不情願地接受讓位一事。9月，一條能保之子一條高能去世。12月27日，源賴朝出席相模川橋供養儀式，於歸途中墜馬。
建久10年(1199)正月11日，源賴朝出家。正月13日，去世。

## 年表
- 以下文中的日子將以舊曆記載。
- 如該年有改元的話，將會以改元後的元號記載。

| 和曆     | 西曆     | 月日 （宣明曆長曆） | 内容                                                             | 出典            |
| -------- | -------- | ------------------- | ---------------------------------------------------------------- | --------------- |
| 久安3年  | 1147年   | 4月8日              | 生誕（虛歲1歲）                                                  | ？              |
| 保元3年  | 1158年   | 2月3日              | 統子內親王皇后宮權少進（12歳）                                   | 公卿補任        |
| 平治元年 | 1159年   | 1月29日             | 兼任右近將監                                                     | 公卿補任        |
| 平治元年 | 1159年   | 2月13日             | 補任上西門院藏人。                                               | 公卿補任        |
| 平治元年 | 1159年   | 3月1日              | 母喪解服                                                         | 公卿補任        |
| 平治元年 | 1159年   | 6月28日             | 二條天皇六位蔵人。                                               | 公卿補任        |
| 平治元年 | 1159年   | 12月9～26日         | 平治之乱                                                         | 百鍊抄 平治物語 |
| 平治元年 | 1159年   | 12月14日            | 叙位從五位下，轉任右兵衛權佐。                                   | 公卿補任        |
| 平治元年 | 1159年   | 12月28日            | 解官                                                             | 公卿補任        |
| 永曆元年 | 1160年   | 3月11日             | 配流伊豆（14歲）                                                 | 清獬眼抄        |
| 不詳     | 不詳     | 不詳                | 與伊東祐親三女八重姬所生的千鶴丸被伊東祐親殺害                   | 曾我物語        |
| 安元3年? | 1177年頃 | 不詳                | 同北条時政的長女政子結婚                                         | 吾妻鏡 尊卑分脈 |
| 治承4年  | 1180年   | 4月27日             | 接受以仁王的令旨（34歳）                                         | 吾妻鏡          |
| 治承4年  | 1180年   | 8月17日             | 在配所伊豆舉兵，討伐山木兼隆                                     | 吾妻鏡          |
| 治承4年  | 1180年   | 8月23日             | 石橋山之戰                                                       | 吾妻鏡          |
| 治承4年  | 1180年   | 8月29日             | 逃往安房国                                                       | 吾妻鏡          |
| 治承4年  | 1180年   | 9月5日              | 接受追討逆賊的宣旨                                               | 玉葉            |
| 治承4年  | 1180年   | 10月7日             | 入鎌倉                                                           | 吾妻鏡          |
| 治承4年  | 1180年   | 10月20日            | 富士川之戰                                                       | 吾妻鏡          |
| 治承4年  | 1180年   | 10月21日            | 末弟源義經加入陣營                                               | 吾妻鏡          |
| 治承4年  | 1180年   | 11月5日             | 討伐常陸国源氏的佐竹秀義(金砂城之戰)                             | 吾妻鏡          |
| 治承4年  | 1180年   | 11月7日             | 再次接受追討宣旨                                                 | 吾妻鏡          |
| 治承4年  | 1180年   | 11月17日            | 任命和田義盛為侍所別當                                           | 吾妻鏡          |
| 養和元年 | 1181年   | 閏2月4日            | 平清盛薨去（35歳）                                               | 玉葉            |
| 寿永元年 | 1182年   | 8月12日             | 嫡男源賴家誕生（36歲）                                           | 吾妻鏡          |
| 寿永2年  | 1183年   | 2月23日             | 與叔父源義廣交戰（野木宮合戰）                                   | 吾妻鏡          |
| 寿永2年  | 1183年   | 春                  | 與堂弟源義仲在信濃國對峙。源義仲將長男源義高作為人質送予源賴朝處 | 平家物語        |
| 寿永2年  | 1183年   | 7月28日             | 源義仲和源行家入京                                               | 玉葉            |
| 寿永2年  | 1183年   | 9月                 | 接受源義仲追討令                                                 | 玉葉            |
| 寿永2年  | 1183年   | 10月9日             | 從五位下復位                                                     | 公卿補任        |
| 寿永2年  | 1183年   | 10月14日            | 寿永二年十月宣旨                                                 | 百鍊抄、玉葉    |
| 元曆元年 | 1184年   | 1月20日             | 討伐源義仲（宇治川之戰）                                         | 吾妻鏡          |
| 元曆元年 | 1184年   | 2月7日              | 一之谷之戰                                                       | 吾妻鏡          |
| 元曆元年 | 1184年   | 3月27日             | 昇敘正四位下                                                     | 吾妻鏡          |
| 元曆元年 | 1184年   | 4月                 | 誅殺逃離鎌倉的源義高                                             | 吾妻鏡          |
| 元曆元年 | 1184年   | 10月6日             | 開設公文所，任命大江廣元為別當                                   | 吾妻鏡          |
| 元曆元年 | 1184年   | 10月20日            | 開設問注所，任命三善康信為執事                                   | 吾妻鏡          |
| 文治元年 | 1185年   | 2月19日             | 屋島之戰（39歲）                                                 | 吾妻鏡          |
| 文治元年 | 1185年   | 3月24日             | 壇之浦之戰，平家滅亡                                             | 吾妻鏡          |
| 文治元年 | 1185年   | 4月27日             | 昇敘從二位                                                       | 吾妻鏡          |
| 文治元年 | 1185年   | 5月15日             | 源義經同平宗盛、平清宗父子來到鎌倉。源義経一人被留在腰越         | 吾妻鏡          |
| 文治元年 | 1185年   | 5月16日             | 與平宗盛、平清宗會面                                             | 吾妻鏡          |
| 文治元年 | 1185年   | 6月9日              | 源義經攜平宗盛、平清宗回到京都                                   | 吾妻鏡          |
| 文治元年 | 1185年   | 10月17日            | 土佐坊昌俊襲擊京都的義經邸                                       | 吾妻鏡          |
| 文治元年 | 1185年   | 10月18日            | 源義經和源行家取得追討源賴朝的宣旨                               | 玉葉            |
| 文治元年 | 1185年   | 11月3日             | 源義經和源行家逃離京都                                           | 玉葉            |
| 文治元年 | 1185年   | 11月11日            | 取得追討源義經和源行家的院宣                                     | 玉葉            |
| 文治元年 | 1185年   | 11月28日            | 文治勅許                                                         | 吾妻鏡、玉葉    |
| 文治5年  | 1189年   | 1月5日              | 昇敘正二位（43歲）                                               | 公卿補任        |
| 文治5年  | 1189年   | 閏4月30日           | 藤原泰衡在衣川討伐源義經(衣川之戰)                               | 吾妻鏡          |
| 文治5年  | 1189年   | 7月～9月            | 奧州合戰、平定奧州藤原氏                                         | 吾妻鏡          |
| 建久元年 | 1190年   | 11月7日             | 上洛                                                             | 吾妻鏡          |
| 建久元年 | 1190年   | 11月9日             | 任權大納言                                                       | 吾妻鏡          |
| 建久元年 | 1190年   | 11月24日            | 任右近衛大將                                                     | 吾妻鏡          |
| 建久元年 | 1190年   | 12月3日             | 兩官辞任                                                         | 吾妻鏡          |
| 建久元年 | 1190年   | 12月29日            | 回到鎌倉                                                         | 吾妻鏡          |
| 建久3年  | 1192年   | 3月13日             | 後白河法皇崩御（46歲）                                           | 玉葉            |
| 建久3年  | 1192年   | 7月12日             | 任征夷大将軍                                                     | 公卿補任        |
| 建久3年  | 1192年   | 8月9日              | 次男源實朝誕生                                                   | 吾妻鏡          |
| 建久4年  | 1193年   | 5月28日             | 富士野巻狩，發生曾我兄弟復仇事件（47歲）                         | 吾妻鏡          |
| 建久4年  | 1193年   | 8月17日             | 流放源範賴於伊豆                                                 | 吾妻鏡          |
| 建久6年  | 1195年   | 3月12日             | 東大寺供養（49歲）                                               | 吾妻鏡          |
| 建久9年  | 1198年   | 12月27日            | 相模川橋供養（52歲）                                             | 承久記等        |
| 建久10年 | 1199年   | 1月11日             | 出家                                                             | 公卿補任        |
| 建久10年 | 1199年   | 1月13日             | 薨去（享年53 /滿51歲没，死因一說為墜馬造成之傷害）               | 承久記等        |

## 系譜
|          |          |          |          |          |          |          |          |            |            |            |            |            |            |  |  |          |          |          |          |          |          |  |  |            |            |            |            |            |            |  |  |             |             | 由良御前    | 由良御前    | 由良御前    | 由良御前    | 由良御前   | 由良御前   |          |          |            |            |            |            |            |            |  |  |            |            |            |            |            |            |  |  |        |        |        |        |          |          |          |          |          |          |          |          |            |            |            |            |            |            |            |            |              |              | 源義朝       | 源義朝       | 源義朝       | 源義朝       | 源義朝     | 源義朝     |            |            |            |            |  |  |            |            |            |            |            |            |  |  |              |              |              |              |              |              |  |  | 常盤御前 | 常盤御前 | 常盤御前 | 常盤御前 | 常盤御前 | 常盤御前 |  |  |            |            |            |            |            |            |  |  |
|          |          |          |          |          |          |          |          |            |            |            |            |            |            |  |  |          |          |          |          |          |          |  |  |            |            |            |            |            |            |  |  |             |             | 由良御前    | 由良御前    | 由良御前    | 由良御前    | 由良御前   | 由良御前   |          |          |            |            |            |            |            |            |  |  |            |            |            |            |            |            |  |  |        |        |        |        |          |          |          |          |          |          |          |          |            |            |            |            |            |            |            |            |              |              | 源義朝       | 源義朝       | 源義朝       | 源義朝       | 源義朝     | 源義朝     |            |            |            |            |  |  |            |            |            |            |            |            |  |  |              |              |              |              |              |              |  |  | 常盤御前 | 常盤御前 | 常盤御前 | 常盤御前 | 常盤御前 | 常盤御前 |  |  |            |            |            |            |            |            |  |  |
|          |          |          |          |          |          |          |          |            |            |            |            |            |            |  |  |          |          |          |          |          |          |  |  |            |            |            |            |            |            |  |  |             |             |             |             |             |             |            |            |          |          |            |            |            |            |            |            |  |  |            |            |            |            |            |            |  |  |        |        |        |        |          |          |          |          |          |          |          |          |            |            |            |            |            |            |            |            |              |              |              |              |              |              |            |            |            |            |            |            |  |  |            |            |            |            |            |            |  |  |              |              |              |              |              |              |  |  |          |          |          |          |          |          |  |  |            |            |            |            |            |            |  |  |
|          |          |          |          |          |          |          |          |            |            |            |            |            |            |  |  |          |          |          |          |          |          |  |  |            |            |            |            |            |            |  |  |             |             |             |             |             |             |            |            |          |          |            |            |            |            |            |            |  |  |            |            |            |            |            |            |  |  |        |        |        |        |          |          |          |          |          |          |          |          |            |            |            |            |            |            |            |            |              |              |              |              |              |              |            |            |            |            |            |            |  |  |            |            |            |            |            |            |  |  |              |              |              |              |              |              |  |  |          |          |          |          |          |          |  |  |            |            |            |            |            |            |  |  |
|          |          | 北條政子 | 北條政子 | 北條政子 | 北條政子 | 北條政子 | 北條政子 |            |            |            |            |            |            |  |  |          |          |          |          |          |          |  |  |            |            |            |            |            |            |  |  |             |             | 三男源頼朝  | 三男源頼朝  | 三男源頼朝  | 三男源頼朝  | 三男源頼朝 | 三男源頼朝 |          |          | 四男源義門 | 四男源義門 | 四男源義門 | 四男源義門 | 四男源義門 | 四男源義門 |  |  | 五男源希義 | 五男源希義 | 五男源希義 | 五男源希義 | 五男源希義 | 五男源希義 |  |  | 坊門姬 | 坊門姬 | 坊門姬 | 坊門姬 | 坊門姬   | 坊門姬   |          |          | 一條能保 | 一條能保 | 一條能保 | 一條能保 | 一條能保   | 一條能保   |            |            |            |            | 長男源義平 | 長男源義平 | 長男源義平   | 長男源義平   | 長男源義平   | 長男源義平   |              |              | 次男源朝長 | 次男源朝長 | 次男源朝長 | 次男源朝長 | 次男源朝長 | 次男源朝長 |  |  | 六男源範賴 | 六男源範賴 | 六男源範賴 | 六男源範賴 | 六男源範賴 | 六男源範賴 |  |  | 七男阿野全成 | 七男阿野全成 | 七男阿野全成 | 七男阿野全成 | 七男阿野全成 | 七男阿野全成 |  |  | 八男義円 | 八男義円 | 八男義円 | 八男義円 | 八男義円 | 八男義円 |  |  | 九男源義經 | 九男源義經 | 九男源義經 | 九男源義經 | 九男源義經 | 九男源義經 |  |  |
|          |          | 北條政子 | 北條政子 | 北條政子 | 北條政子 | 北條政子 | 北條政子 |            |            |            |            |            |            |  |  |          |          |          |          |          |          |  |  |            |            |            |            |            |            |  |  |             |             | 三男源頼朝  | 三男源頼朝  | 三男源頼朝  | 三男源頼朝  | 三男源頼朝 | 三男源頼朝 |          |          | 四男源義門 | 四男源義門 | 四男源義門 | 四男源義門 | 四男源義門 | 四男源義門 |  |  | 五男源希義 | 五男源希義 | 五男源希義 | 五男源希義 | 五男源希義 | 五男源希義 |  |  | 坊門姬 | 坊門姬 | 坊門姬 | 坊門姬 | 坊門姬   | 坊門姬   |          |          | 一條能保 | 一條能保 | 一條能保 | 一條能保 | 一條能保   | 一條能保   |            |            |            |            | 長男源義平 | 長男源義平 | 長男源義平   | 長男源義平   | 長男源義平   | 長男源義平   |              |              | 次男源朝長 | 次男源朝長 | 次男源朝長 | 次男源朝長 | 次男源朝長 | 次男源朝長 |  |  | 六男源範賴 | 六男源範賴 | 六男源範賴 | 六男源範賴 | 六男源範賴 | 六男源範賴 |  |  | 七男阿野全成 | 七男阿野全成 | 七男阿野全成 | 七男阿野全成 | 七男阿野全成 | 七男阿野全成 |  |  | 八男義円 | 八男義円 | 八男義円 | 八男義円 | 八男義円 | 八男義円 |  |  | 九男源義經 | 九男源義經 | 九男源義經 | 九男源義經 | 九男源義經 | 九男源義經 |  |  |
|          |          |          |          |          |          |          |          |            |            |            |            |            |            |  |  |          |          |          |          |          |          |  |  |            |            |            |            |            |            |  |  |             |             |             |             |             |             |            |            |          |          |            |            |            |            |            |            |  |  |            |            |            |            |            |            |  |  |        |        |        |        |          |          |          |          |          |          |          |          |            |            |            |            |            |            |            |            |              |              |              |              |              |              |            |            |            |            |            |            |  |  |            |            |            |            |            |            |  |  |              |              |              |              |              |              |  |  |          |          |          |          |          |          |  |  |            |            |            |            |            |            |  |  |
|          |          |          |          |          |          |          |          |            |            |            |            |            |            |  |  |          |          |          |          |          |          |  |  |            |            |            |            |            |            |  |  |             |             |             |             |             |             |            |            |          |          |            |            |            |            |            |            |  |  |            |            |            |            |            |            |  |  |        |        |        |        |          |          |          |          |          |          |          |          |            |            |            |            |            |            |            |            |              |              |              |              |              |              |            |            |            |            |            |            |  |  |            |            |            |            |            |            |  |  |              |              |              |              |              |              |  |  |          |          |          |          |          |          |  |  |            |            |            |            |            |            |  |  |
| 長女大姫 | 長女大姫 | 長女大姫 | 長女大姫 | 長女大姫 | 長女大姫 |          |          | 次男源賴家 | 次男源賴家 | 次男源賴家 | 次男源賴家 | 次男源賴家 | 次男源賴家 |  |  | 次女三幡 | 次女三幡 | 次女三幡 | 次女三幡 | 次女三幡 | 次女三幡 |  |  | 四男源實朝 | 四男源實朝 | 四男源實朝 | 四男源實朝 | 四男源實朝 | 四男源實朝 |  |  | 長男?千鶴丸 | 長男?千鶴丸 | 長男?千鶴丸 | 長男?千鶴丸 | 長男?千鶴丸 | 長男?千鶴丸 |            |            | 三男貞曉 | 三男貞曉 | 三男貞曉   | 三男貞曉   | 三男貞曉   | 三男貞曉   |            |            |  |  |            |            |            |            |            |            |  |  |        |        |        |        | 一條高能 | 一條高能 | 一條高能 | 一條高能 | 一條高能 | 一條高能 |          |          | 九條良經妻 | 九條良經妻 | 九條良經妻 | 九條良經妻 | 九條良經妻 | 九條良經妻 |            |            | 西園寺公經妻 | 西園寺公經妻 | 西園寺公經妻 | 西園寺公經妻 | 西園寺公經妻 | 西園寺公經妻 |            |            |            |            |            |            |  |  |            |            |            |            |            |            |  |  |              |              |              |              |              |              |  |  |          |          |          |          |          |          |  |  |            |            |            |            |            |            |  |  |

## 家臣
平安時代，貴族或武士等身分地位較高者的家臣被稱為「家人」，而直接與源賴朝(鎌倉殿)締結主從關係者被稱為「御家人」。
門葉
- 平賀義信（日语：平賀義信）
- 大内惟義（日语：大内惟義）
- 源範頼

- 源頼兼（日语：源頼兼）
- 源廣綱（日语：源広綱）
- 足利義兼（日语：足利義兼）

- 山名義範（日语：山名義範）
- 安田義定（日语：安田義定）
- 安田義資（日语：安田義資）

- 加賀美遠光（日语：加賀美遠光）
- 毛呂季光（日语：毛呂季光） - 准門葉

其他源氏
- 阿野全成（日语：阿野全成）
- 源義經
- 平賀朝雅（日语：平賀朝雅）

- 武田信義
- 一條忠賴（日语：一条忠頼）
- 武田信光

- 小笠原長清（日语：小笠原長清）
- 南部光行（日语：南部光行）
- 新田義重（日语：源義重）

- 里見義成（日语：里見義成）
- 佐竹秀義（日语：佐竹秀義）
- 源頼隆（日语：源頼隆）

- 土岐光衡（日语：土岐光衡）

武士 (粗體字為家子)
- 北條時政
- 北條義時
- 北條時房（日语：北条時房）
- 三浦義澄（日语：三浦義澄）
- 三浦義村
- 佐原義連（日语：佐原義連）
- 和田義盛（日语：和田義盛）
- 和田義茂（日语：和田義茂）

- 工藤茂光（日语：工藤茂光）
- 天野遠景（日语：天野遠景）
- 仁田忠常（日语：仁田忠常）
- 宇佐美實政（日语：宇佐美実政）
- 工藤祐經（日语：工藤祐経）
- 千葉常胤（日语：千葉常胤）
- 千葉胤正（日语：千葉胤正）
- 上總廣常（日语：上総広常）

- 小山政光（日语：小山政光）
- 小山朝政（日语：小山朝政）
- 長沼宗政（日语：長沼宗政）
- 結城朝光（日语：結城朝光）
- 下河邊行平（日语：下河辺行平）
- 宇都宮朝綱（日语：宇都宮朝綱）
- 宇都宮頼綱（日语：宇都宮頼綱）
- 八田知家（日语：八田知家）

- 八田知重（日语：小田知重）
- 那須與一
- 佐佐木秀義（日语：佐々木秀義）
- 佐佐木定綱（日语：佐々木定綱）
- 佐佐木經高（日语：佐々木経高）
- 佐佐木盛綱（日语：佐々木盛綱）
- 佐佐木高綱（日语：佐々木高綱）
- 佐佐木義清（日语：佐々木義清）

- 比企能員
- 熊谷直實
- 安達盛長（日语：安達盛長）
- 足立遠元（日语：足立遠元）
- 畠山重忠（日语：畠山重忠）
- 河越重頼（日语：河越重頼）
- 稻毛重成（日语：稲毛重成）
- 榛谷重朝（日语：榛谷重朝）

- 土肥實平（日语：土肥実平）
- 梶原景時
- 梶原景季（日语：梶原景季）
- 大庭景義（日语：大庭景義）
- 山内首藤經俊（日语：山内首藤経俊）
- 加藤景員（日语：加藤景員）
- 加藤光員（日语：加藤光員）
- 加藤景廉（日语：加藤景廉）

- 葛西清重（日语：葛西清重）
- 伊澤家景（日语：伊沢家景）
- 常陸入道念西（日语：常陸入道念西）(伊達朝宗?)
- 武藤資頼（日语：武藤資頼）
- 大友能直（日语：大友能直）
- 島津忠久（日语：島津忠久）
- 河野通信（日语：河野通信）

文士
- 中原親能（日语：中原親能）
- 大江廣元
- 三善康信（日语：三善康信）
- 二階堂行政（日语：二階堂行政）

- 平盛時（日语：平盛時 (鎌倉幕府政所知家事)）
- 藤原廣綱（日语：伏見広綱）
- 藤原邦通（日语：藤原邦通）
- 藤原俊兼（日语：藤原俊兼）

## 評價
源賴朝開始將武家政權制度化，並依此從朝廷那奪過政治實權，形成幕府。一直到1868年的王政復古後，該延續了680年的政治制度才被廢除。
同時，武家政權的建立也確立了其代表的最高地位象徵征夷大將軍的習慣，為了讓將軍君臨於其他幕臣之上，賴朝將其官位定在從一位到正二位之間，而把輔佐將軍的執權、管領、大老官位定在從四位的官位。
但另一方面，賴朝也給人一種「冷酷無情的政治家」的觀感，這是因為他迫害、冷遇協助自己擊敗平家政權的同族、兄弟與部下的事蹟眾多。尤其是逼死自己的弟弟源義經一事更是加深了世人對此的印象，使他在後世的娛樂創作中往往都被描寫成負面的一方，也稀少有以他為主角的作品。
此外，賴朝的武藝事蹟稀少，也少有他率兵出征的紀錄，主要是靠政治交涉建立起鎌倉幕府，與日本人期待的英雄形象相去甚遠。但他知人善任，善用政治手段穩定自己的基礎，前線則交給各個能征善戰的兄弟與屬下，其手腕連德川家康都為讚嘆。

## 登場作品
「源頼朝登場大眾文化作品一覧」參照
小說
- 源賴朝（朝日新聞社、吉川英治著）
- 源賴朝（講談社、山岡莊八著）
- 義經（文藝春秋、司馬遼太郎著）
- 北條政子（文藝春秋、永井路子（日语：永井路子）著）
- 炎環（文藝春秋、永井路子著）
- 炎立（講談社、高橋克彥著）
- 夢將軍賴朝（PHP研究所、三田誠廣（日语：三田誠広）著）
- 天馬、翱翔（新潮社、安部龍太郎著）
- 靈鬼賴朝（文藝春秋、高橋直樹（日语：高橋直樹 (作家)）著）
- 天皇的刺客（文藝春秋、高橋直樹著）
- 黄蝶飛舞（PHP研究所、淺倉卓彌（日语：浅倉卓弥）著）
- 夢之劍 少年源賴朝之卷（集英社、若木未生（日语：若木未生）著）
- 風神秘抄（德間書店、荻原規子著）

影視劇
- 源義經（日语：源義経 (NHK大河ドラマ)）（1966年、NHK大河劇、演：芥川比呂志）
- 女人平家（日语：女人平家 (テレビドラマ)）（1971年、ABC、演：水島弘）
- 新・平家物語（日语：新・平家物語 (NHK大河ドラマ)）（1972年、NHK大河劇、演：高橋幸治）
- 草燃（日语：草燃える）（1979年、NHK大河劇、演：石坂浩二）
- 武藏坊弁慶（日语：武蔵坊弁慶 (テレビドラマ)）（1986年、NHK水曜時代劇、演：菅原文太（日语：菅原文太））
- 源義經（日语：源義経 (1990年のテレビドラマ)）（1990年、TBS、演：林隆三）
- 源義經（日语：源義経 (1991年のテレビドラマ)）（1991年、NTV、演：榎木孝明）
- 平清盛（日语：平清盛 (1992年のテレビドラマ)）（1992年、TBS、演：上田雄太）
- 炎立（1993年、NHK大河劇、演：長塚京三）
- 弁慶 怪力無雙的荒法師（1997年、ANB、演：船越榮一郎（日语：船越栄一郎））
- 義經（2005年、NHK大河劇、演：中井貴一）
- 平清盛（2012年、NHK大河劇、演：岡田將生/中川大志(少年時期)）
- 鎌倉殿的13人（2022年、NHK大河劇、演：大泉洋）

漫畫
- 火鳥：亂世篇（漫畫少年（日语：マンガ少年）、手塚治虫作）
- Masurao－秘本義經記（小學館、北崎拓作）
- 源平傳NEO（角川書店、赤堀悟作・別天荒人畫）
- 俠義少年王（講談社、澤田博文（日语：沢田ひろふみ）作）
- 華之王（朝日新聞社、市川純（日语：市川ジュン）作）
- 清水鏡－異聞 源頼朝（秋田書店、河村惠利（日语：河村惠利）作）
- ZIPANG 深蒼海流（講談社、川口開治作）

動畫
- 平家物語（2022年、富士電視台、聲：杉田智和）

## 關連項目
史料
- 『吾妻鏡』 - 鎌倉幕府半官方史書。
- 『玉葉』 - 關白・九條兼實的日記。
- 『愚管抄』 - 天台宗僧侶慈圓所著的史論書。
- 『吉記（日语：吉記）』 - 公家・吉田經房（日语：吉田経房）的日記。
- 『山槐記（日语：山槐記）』 - 公家・中山忠親（日语：中山忠親）的日記。
- 『百鍊抄』
- 『尊卑分脈』
- 『公卿補任』

物語
- 『平治物語』
- 『平家物語』
- 『源平盛衰記（日语：源平盛衰記）』
- 『曾我物語』

史跡
- 鶴岡八幡宮
- 永福寺(鎌倉)（日语：永福寺跡）
- 勝長壽院（日语：勝長寿院）
- 誓願寺(名古屋市)（日语：誓願寺 (名古屋市熱田区)）
- 法華堂（日语：白旗神社 (鎌倉市西御門)）
- 箱根神社
- 伊豆山神社
- 三嶋大社
- 井草八幡宮（日语：井草八幡宮）
- 梶原神社（日语：梶原神社）
- 平塚八幡宮（日语：平塚八幡宮）
- 畑毛温泉（日语：畑毛温泉）
- 狩宿下馬櫻（日语：狩宿の下馬ザクラ）
- 陣馬瀑布（日语：陣馬の滝）

其他
- 判官贔屓
- 傳源賴朝坐像